# Tylorida stellimicans
Tylorida stellimicans là một loài nhện trong họ Tetragnathidae.
Loài này thuộc chi Tylorida. Tylorida stellimicans được Eugène Simon miêu tả năm 1885.